# Gustav Robert Groß
Gustav Robert Groß, plným jménem Robert Gustav Heinrich Groß,, uváděn též jako Gustav Heinrich Groß, variantně i Gross (10. prosince 1823 Francentál, dnešní Varnsdorf – 24. prosince 1890 Korneuburg) byl český železniční odborník, manažer a politik německé národnosti, v 2. polovině 19. století poslanec Českého zemského sněmu a Říšské rady.

## Biografie
Studoval vysoké školy ve Vídni a v Praze. Získal titul doktor filozofie. V roce 1848 byl zvolen do celoněmeckého Frankfurtského parlamentu. V roce 1851 po stažení Rakouska z celoněmeckých parlamentních sborů působil jako tajemník obchodní komory v Liberci. Zasadil se v této funkci o zahájení výstavby Jihoseveroněmecké spojovací dráhy. Roku 1856 se stal generálním tajemníkem a roku 1861 i ředitelem této soukromé železniční společnosti. Dále usiloval o rozvoj železniční infrastruktury a v roce 1868 uspěl při založení Rakouské severozápadní dráhy, ve které působil jako generální ředitel. Obě firmy úspěšně spravoval. Od roku 1874 také předsedal národohospodářskému sdružení Gesellschaft österreichischer Volkswirte.
Po obnovení ústavního života počátkem 60. let 19. století se zapojil i do zemské a celostátní politiky. V zemských volbách v Čechách v roce 1861 byl zvolen v městské kurii (obvod Varnsdorf) do Českého zemského sněmu. Hned po zvolení ale na mandát rezignoval. Do sněmu se vrátil až po volbách v lednu 1867, kdy byl zvolen za městskou kurii v obvodu Liberec. Mandát obhájil za týž obvod i v krátce poté vypsaných volbách v březnu 1867. Opětovně byl zvolen za městskou kurii v Liberci taky ve volbách do Českého zemského sněmu roku 1870 a volbách roku 1872. Na poslanecký mandát rezignoval před dubnem 1875. V doplňovací volbě pak místo něj do sněmu nastoupil Franz Nerradt.
V této době byl rovněž poslancem Říšské rady (celostátní zákonodárný sbor), kam ho vyslal zemský sněm poprvé roku 1867 (tehdy ještě Říšská rada nevolena přímo, ale tvořena delegáty jednotlivých zemských sněmů). Zastupoval tu kurii měst a průmyslových míst. Opětovně ho sněm do vídeňského parlamentu vyslal roku 1870. 10. listopadu 1870 složil poslanecký slib, rezignace na mandát oznámena dopisem 6. června 1871. Do parlamentu ve Vídni se vrátil ve volbách do Říšské rady roku 1879 (nyní již přímé volby, bez prostředkování zemského sněmu), kdy byl zvolen za městskou kurii v obvodu Jablonec, Hodkovice nad Mohelkou. Rezignaci na mandát oznámil na schůzi 4. prosince 1883.
Politicky patřil mezi německé liberály (tzv. Ústavní strana). Na Říšské radě se v říjnu 1879 uvádí jako člen staroněmeckého Klubu liberálů (Club der Liberalen).
Jeho synem byl politik a ekonom Gustav Groß.